# 頭半棘肌
頭半棘肌 （英語：semispinalis capitis）位於脖子上背部，在夾肌之下，且在頸最長肌和頭最長肌的內側，屬於橫棘肌群。
頭半棘肌以一串腱起始於上方六段或七段胸椎和第七段頸椎橫突的頂端，和之後上方三段頸椎的關節突上；各腱結合成一塊寬闊的肌肉向上，並附著至枕骨的上項線和下項線之間。

## 附加圖像

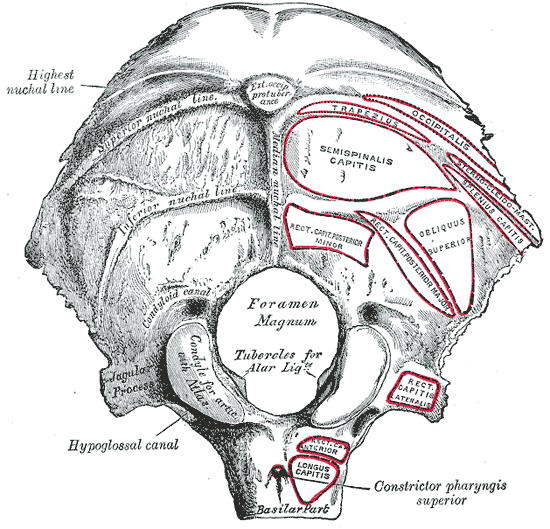
枕骨外側面。
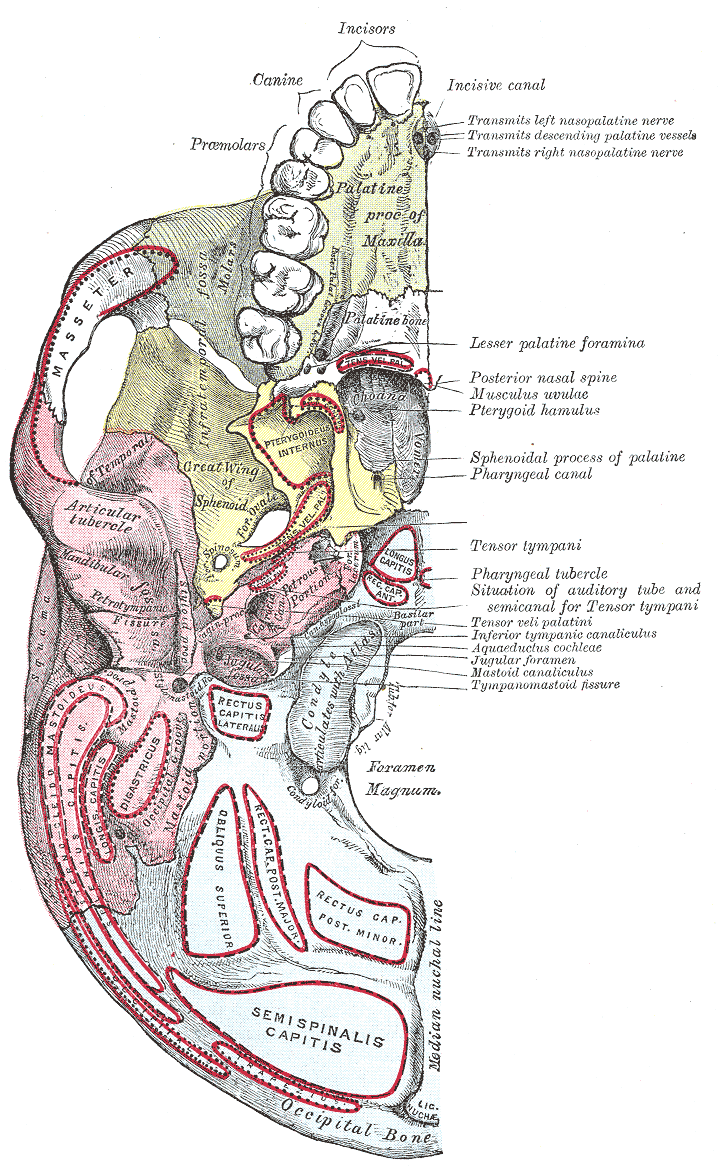
顱骨底面觀。
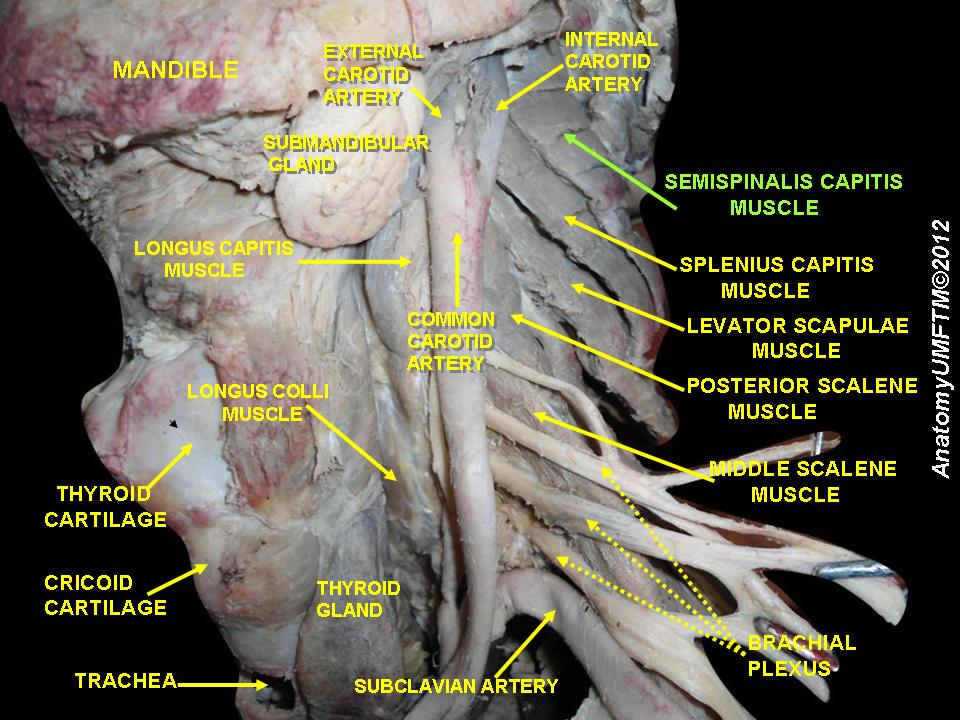
頭半棘肌

## 外部連結
- 解剖學（Anatomy）-肌肉（muscle）-semispinalis muscle（半棘肌） （页面存档备份，存于）
- Anatomy figure: 01:06-01 at Human Anatomy Online, SUNY Downstate Medical Center
- Anatomy figure: 24:01-01 at Human Anatomy Online, SUNY Downstate Medical Center
- 杜克大学医学中心整形外科計畫中的Semispinalis capitis 1
- （英文）lesson6musclesofback 在韦斯利诺曼的解剖课上（乔治城大学）